# کوپایکوشارا
کوپایکوشارا (به صربی: Kopajkošara) یک منطقهٔ مسکونی در صربستان است که در سورییگ واقع شده‌است. کوپایکوشارا ۱۱۲ نفر جمعیت دارد.